# Сабах IV ел Ахмед ел Џабир ел Сабах
Шеик Сабах IV ел Ахмед ел Џабир ел Сабах (арап. صباح الأحمد الجابر الصباح; Кувајт Сити, 16. јун 1929 — 29. септембар 2020) био је емир Кувајта. На овој функцији се налазио од 29. јануара 2006. до 29. септембра 2020. Он је четврти син Ахмеда ел Џабир ел Сабаха који је био на челу Кувајта од 1921. до 1950. Претходно је вршио функцију премијера од 2003. до 2006. године.